# 代家乡
代家乡是中国陕西省咸阳市武功县下辖的一个乡。2011年，代家乡被撤销，辖境划归贞元镇。

## 行政区划
代家乡下辖以下行政区：
李家村、贾晁村、北晁村、代家村、小王村、仁义村、许家村、南留村、景庄村、邵寨村、韩坡村、大寨村、麻西村、牛寨村。